# SAMOS 4
SAMOS 4 (ang. Satellite And Missile Observation Satellites) – niedoszły amerykański sztuczny satelita programu SAMOS. Należał do serii E-5 tego programu. Został wystrzelony rakietą Atlas Agena B w dniu 22 listopada 1961, o godz. 20:45:47 GMT, z kosmodromu Point Arguello. Satelita nie osiągnął orbity na skutek awarii rakiety nośnej. Niepowodzenie to zostało oznaczone w katalogu COSPAR jako 1961-F13.
Od startu tego satelity, program SAMOS został objęty całkowitą tajemnicą. Był pierwszym satelitą amerykańskim wysłanym bez uprzedniej identyfikacji. Domysły, że w opisywanym starcie brał udział satelita SAMOS 4 zostały potwierdzone dopiero po odtajnieniu raportów ze startów.
SAMOS 4 nie osiągnął orbity z powodu złego nachylenia toru lotu rakiety nośnej. Kontrolę nad nachyleniem stracono po 244 sekundach lotu. Rakieta obróciła się o 160° w górę, więc, gdy kolejny człon oddzielił się od rakiety i włączył silnik, wystartował w dół, tyłem do właściwego kierunku lotu – prosto do oceanu.
Satelita miał masę 1860 kg. Przenosił kamerę typu E-5 o ogniskowej dł. 1,7 m. Prawdopodobnie nie posiadał ogniw słonecznych. Kapsuła miała być przechwycona w locie. Notka pracownika CIA z 1965, Alberta Wheelona, mówi, że kapsuła powrotna była zaprojektowana tak, aby mogła stać się załogowym statkiem kosmicznym, wojskowym konkurentem programu Mercury prowadzonego przez NASA.

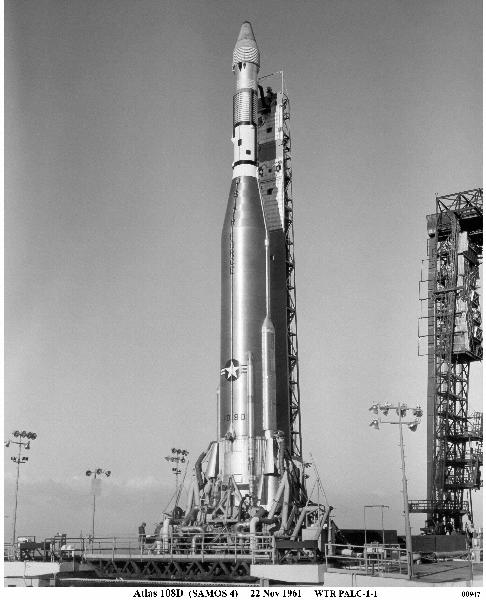
Rakieta Atlas Agena B, z satelitą SAMOS 4, na stanowisku startowym
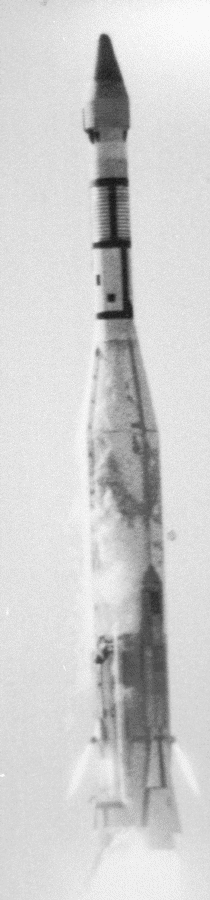
Moment startu rakiety Atlas Agena B z satelitą SAMOS 4